# Português são-tomense

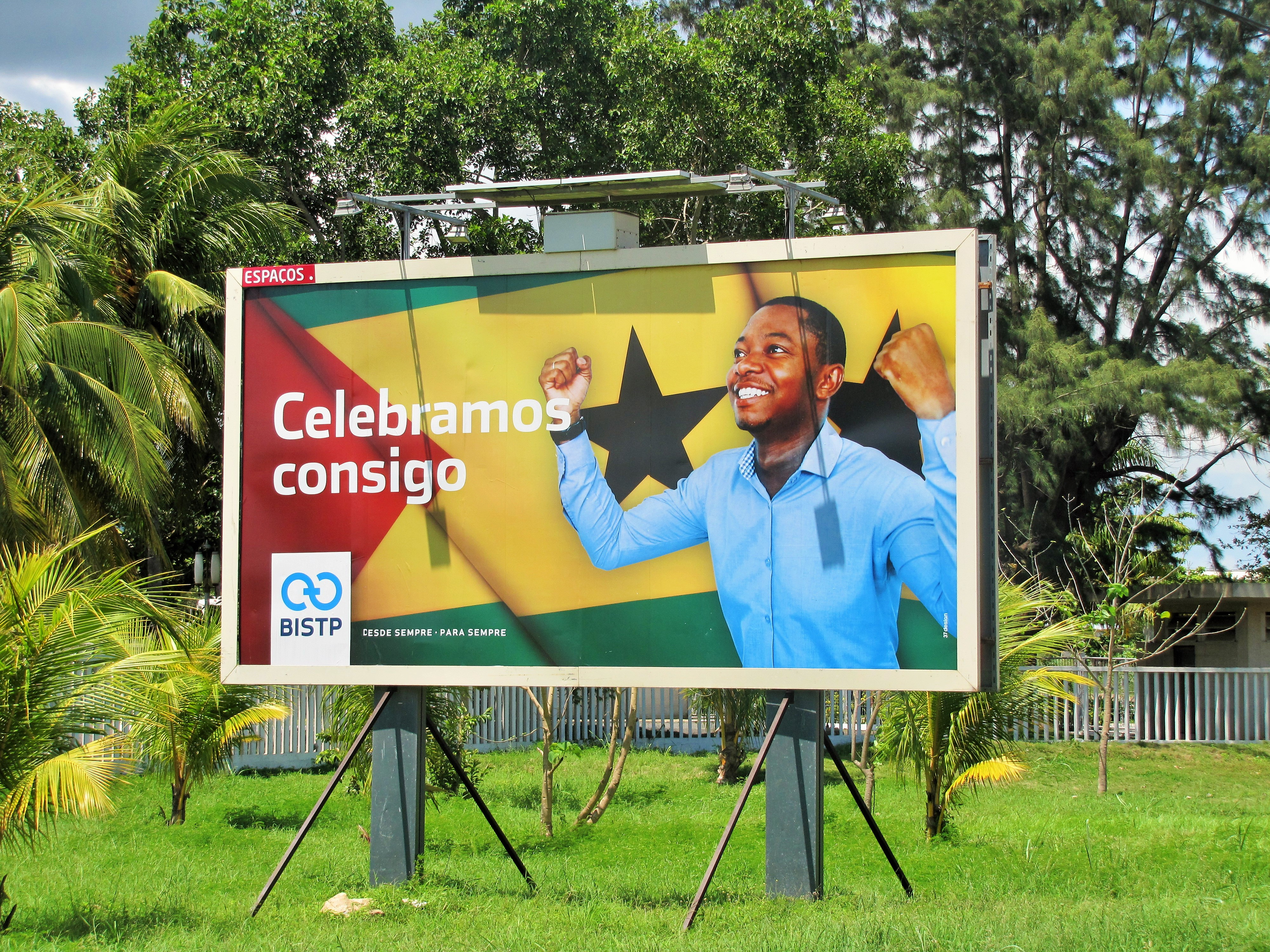

O português são-tomense ou santomense é um dialeto da língua portuguesa falado em São Tomé e Príncipe, tendo variedades locais que resultaram do contato com as línguas locais.
O dialeto contém muitas características arcaicas na pronúncia, vocabulário, gramática e sintaxe. Já foi o dialeto dos donos das "roças" e da classe média, mas agora é o dialeto das classes média e baixa, onde os ricos usam a pronúncia padrão do português europeu. Recentemente as classes média e baixa estão a usar esta pronúncia, apesar da pronúncia, gramática e sintaxe serem similares aos do português brasileiro.
Em 2016 um percentual de 98,2% da população de São Tomé e Príncipe tinha a língua portuguesa como a língua materna, um universo de aproximadamente 200 mil pessoas, face aos cerca de 170 mil falantes em 2012, um crescimento como língua mais falada, além do próprio uso oficial.
Do ponto de vista da ortografia e da gramática, São Tomé e Príncipe segue as regras do português europeu. A 17 de novembro de 2006, São Tomé e Príncipe ratificou o Acordo Ortográfico de 1990 e os dois protocolos modificativos, sendo o terceiro país (após o Brasil e Cabo Verde) a concluir toda a tramitação para a sua entrada em vigor. No entanto, até ao momento, no país continuam a vigorar as normas do Acordo Ortográfico de 1945.